# مقدمه‌ای بر شناخت اسناد تاریخی
مقدمه‌ای بر شناخت اسناد تاریخی کتابی از جهانگیر قائم مقامی است که در سال ۱۳۵۰ منتشر و برندهٔ جایزه کتاب سال سلطنتی شد.